# 哈洛克鎮區 (伊利諾伊州皮奧里亞縣)
哈洛克鎮區（英語：Hallock Township）是位於美國伊利諾伊州皮奧里亞縣的一個行政鎮區。

## 地方資料
根據2010年美國人口普查的數據，哈洛克鎮區的面積為93.70平方千米，當中陸地面積為93.60平方千米，而水域面積為0.10平方千米。當地共有人口1594人，而人口密度為每平方千米17.01人。